# 250606 Bichat
250606 Bichat è un asteroide della fascia principale. Scoperto nel 2005, presenta un'orbita caratterizzata da un semiasse maggiore pari a 2,4432356 au e da un'eccentricità di 0,0844607, inclinata di 6,26813° rispetto all'eclittica.